# Wetherington
Wetherington ist ein Census-designated place (CDP) in Butler County im US-Bundesstaat Ohio. Die Volkszählung von 2020 erfasste 1.381 Einwohner. Der CDP wurde im Jahr 2002 erstmals vom Census definiert.

## Lage
Der Ort liegt bei den Koordinaten 39° 21' 48.04" Nord und 84° 22' 36.09" West auf einer Höhe von 262 Metern über dem Meeresspiegel im Norden des Großraumes Cincinnati. Die 2,35 km² große Fläche des Gebietes enthält laut Census keinen Anteil an Wasserfläche. Die Ostgrenze des Gebietes verläuft entlang der Interstate 75.